# Corratec
Corratec ist ein deutscher Fahrrad- und Kraftfahrzeughersteller mit Sitz im bayerischen Raubling, Partner des UCI MTB Teams Mountainbike Racingteam, Ausrüster des Deutschen Skiverbandes und des italienischen Pro-Teams Team corratec. Team Corratec erhielt die Wildcard für den Giro d’Italia 2023.

## Produkte
Am Beginn der Firmengeschichte stand neben dem Handel mit Sportartikeln die Produktion von Skiern, die einige Jahre später, nachdem man sich zunehmend auf die Sparte Fahrrad- und Teilehandel konzentriert hatte, wieder eingestellt wurde. Mit dem Entstehen von Corratec als eigenständigem Fahrradhersteller besetzte das Unternehmen mit seinen Produkten die unterschiedlichsten Sparten. Hierunter fielen anfänglich Mountainbikes und Rennräder, welche auch heute noch eine tragende Rolle im Produktsortiment spielen. Im Laufe der Zeit erfolgte die Erweiterung dessen durch die Einführung von Crossrädern, City- und Trekkingbikes, Pedelecs und E-Bikes. Des Weiteren nahm Corratec die individuelle Einzelanfertigung von Fahrrädern in Zusammenarbeit mit dem Fahrradrahmenbauer Mauro Sannino auf und bietet seitdem Fahrräder im höheren Preissegment an, die Rahmen werden individuell nach Kundenwünschen hergestellt.

## Geschichte
1970 gründete Konrad Irlbacher Senior in Rosenheim den IKO Sportfachhandel. Anfänglich produzierte und vertrieb er Skier unter der gleichnamigen Marke. 1978 trat sein Sohn Konrad Irlbacher in die Firma ein und begann mit dem Verkauf von Rädern und Ersatzteilen. Zunächst war das Unternehmen als Händler und Importeur italienischer Marken tätig. Unter dem Markennamen corratec, in Anlehnung an „Corrado“, was im italienischen für Konrad steht, ließ die Firma ab 1988 die ersten Räder produzieren, die bis heute vertrieben werden. 1992 vergrößerte sich Corratec und zog in das benachbarte Raubling um.
Corratec arbeitet seit 2004 mit dem Fahrradrahmenbauer Mauro Sannino zusammen, um Fahrräder individuell nach Kundenmaß anzufertigen. Im Jahr 2015 beging das Familienunternehmen das 25-jährige Firmenjubiläum.

## Sponsoring
Seit Firmengründung engagiert sich Corratec im Sport-Sponsoring. Das Unternehmen unterstützt nationale und internationale Teams und Athleten in den Disziplinen Road Cycling, MTB und Cross. Hierzu zählten unter anderem das Amateur-Werksteam Team Corratec, die italienischen MTB-Teams corratec-Keit und corratec-Lunardi sowie das deutsche Team Baier-Landshut. Seit 2020 ist das Unternehmen zudem als Sponsor des UCI MTB Teams Mountainbike Racingteam tätig. Unter anderem hat die Mannschaft mit Simon Gegenheimer einen Weltmeister im Cross-country Eliminator und mit Steffen Thum einen zweifachen Gesamtsieger der UCI MTB Marathon Series im Mountainbike-Marathon unter Vertrag. Des Weiteren betreut Corratec junge Sportler wie Johannes Berndl.

### Sportlererfolge mit Corratec-Ausstattung
Die mit den von Corratec ausgestatteten Fahrer und Radsportteams erzielten im Laufe der Firmengeschichte eine Reihe von Erfolgen auf der Bahn und Straße sowie bei verschiedenen Mountainbikewettbewerben.
Auf der Bahn:
- Kurt Betschart: 37 Sechstagerennen-Siege mit Bruno Risi als Standard-Team
- Bruno Risi: Weltmeister (1991, 1992, 1994, 1999, 2001)
- Franz Stocher: Weltmeister im Punktefahren bei den UCI-Bahn-Weltmeisterschaften (2003)[18]

Auf der Straße:
- José Rujano: Bergwertung, 3 Etappensiege, 3er Gesamtwertung Giro d’Italia (2005)[19]
- Gustavo César Veloso, gewann im Jahr 2014 und im Jahr 2015 die Gesamtwertung der Portugal-Rundfahrt (Volta a Portugal em Bicicleta / Liberty Seguros (2.1))[20]

Mountainbike-Wettbewerbe:
- Jan Ostergaard: Cross-Country UCI-Mountainbike-Weltmeisterschaften – Bronze 1993 und 1995, UCI-Mountainbike-Weltcup – zwei Siege und Dritter der Gesamtwertung 1995
- Oliver Grossmann: Weltrekord MTB Weitsprung (35 m weit, 15 m hoch)
- Steffen Thum: Mountainbike-Marathon Gesamtwertung UCI MTB Marathon Series 2012, 2014
- Simon Gegenheimer: Cross-country Eliminator Weltmeister 2021 , Gesamtwertung UCI-Mountainbike-Eliminator-Weltcup 2022, Gesamtwertung UCI-Mountainbike-Eliminator-Weltcup 2017